# Visjön (Ödeshögs socken, Östergötland)
Visjön är en sjö i Ödeshögs kommun i Östergötland och ingår i Motala ströms huvudavrinningsområde. Sjön är 13 meter djup, har en yta på 1,32 kvadratkilometer och befinner sig 154,2 meter över havet. Vid provfiske har abborre, gädda och mört fångats i sjön.

## Delavrinningsområde
Visjön ingår i det delavrinningsområde (645011-143376) som SMHI kallar för Utloppet av Visjön. Medelhöjden är 171 meter över havet och ytan är 13,59 kvadratkilometer. Det finns ett avrinningsområde uppströms, och räknas det in blir den ackumulerade arean 43,76 kvadratkilometer. Vattendraget som avvattnar avrinningsområdet har biflödesordning 2, vilket innebär att vattnet flödar genom totalt 2 vattendrag innan det når havet efter 178 kilometer. Avrinningsområdet består mestadels av skog (72 procent). Avrinningsområdet har 1,31 kvadratkilometer vattenytor vilket ger det en sjöprocent på 9,6 procent.